# 金井トンネル
金井トンネル（クムジョントンネル、금정터널）は、大韓民国釜山広域市東区水晶洞から同市金井区老圃洞を結ぶ、韓国鉄道公社（KORAIL）京釜高速線（KTX）の鉄道トンネルである。2002年に着工し、2008年に貫通、2010年11月1日に開業した。
長さは20,323mで、開通時は韓国で最も長いトンネルとなっていた（2018年現在は栗峴トンネル、大関嶺トンネルに次ぐ第3位）。
釜山駅と蔚山駅の間にあり、釜山広域市の中心部を南北に貫いている。北側の入口は老圃駅近く、南側の入口は釜山鎮駅近くにある。
なお、ルート途中の釜田駅付近で、京釜高速線の駅を設置できるように準備工事が行われたが、現時点では駅設置の予定はない。